# Victor Gischler
 Victor Gischler, né en 1969, est un romancier américain.

## Œuvres
- La Cage aux singes, (Gun Monkeys), Gallimard, coll. « Série noire » n° 2716, 2004  (ISBN 2-07-030494-9)
- Poésie à bout portant, Gallimard, coll. « Série noire », 2006  (ISBN 2-07-031473-1)
  - Un professeur soucieux de faire disparaître de son lit le cadavre d'une étudiante et un voyou qui usurpe l'identité d'un étudiant assassiné : l'université devient le lieu de tous les dangers.
- Coyote Crossing, Denoël, coll. « Sueurs froides », 2013  (ISBN 978-2-207-11497-1)

## Adaptation cinématographique
- 2023 : Fast Charlie de Phillip Noyce, d'après son roman La Cage aux singes